# 賈比爾·穆巴拉克·哈馬德·薩巴赫
賈比爾·穆巴拉克·哈馬德·薩巴赫（阿拉伯语：‎，羅馬化：Jābir Mubārak al-Ḥamad aṣ-Ṣabāḥ，1942年1月4日—），科威特政治家，2011年至2019年擔任科威特首相。他是萨巴赫家族成员，是前科威特埃米尔穆巴拉克·萨巴赫儿子哈马德·穆巴拉克·萨巴赫的后人

## 政治生涯
他曾獲任為哈瓦利省省長，後任艾哈邁迪省省長一職。2001年2月14日，他被任命為副總理和國防部長。2006年，他被任命為第一副總理，以及內政和國防部長。次年，他被任命為第一副總理兼國防部長。
賈貝爾於2011年12月4日首次被任命為首相。一年後，即2012年12月5日，他在2012年12月1日舉行的議會選舉後再次被任命為首相。
2014年1月，他宣布改組剛組成五個月的內閣，更換了七名成員，包括石油和財政部長持伊斯兰主义的人數增加至四名。
他於2017年11月1日再次獲命為同一職位。2021年4月，他被科威特法院以腐敗指控拘留。他是第一位因貪污指控而面臨審前拘留的科威特前總理。這些罪行據稱發生在他擔任國防部長期間。

## 榮譽
2007年11月20日，哈迈德·本·伊萨·本·萨勒曼·阿勒哈利法在訪問巴林參加中東內部和世界安全論壇後，授予賈比爾“一等國王伊薩勳章”。
在2009年11月20日他被日本授予旭日章，是第一位授予旭日章的阿拉伯人。

### 外国勋章奖章
- 旭日大绶章（日本，2009年11月3日公布[9]）